# Tumbas de Qutb Shahi

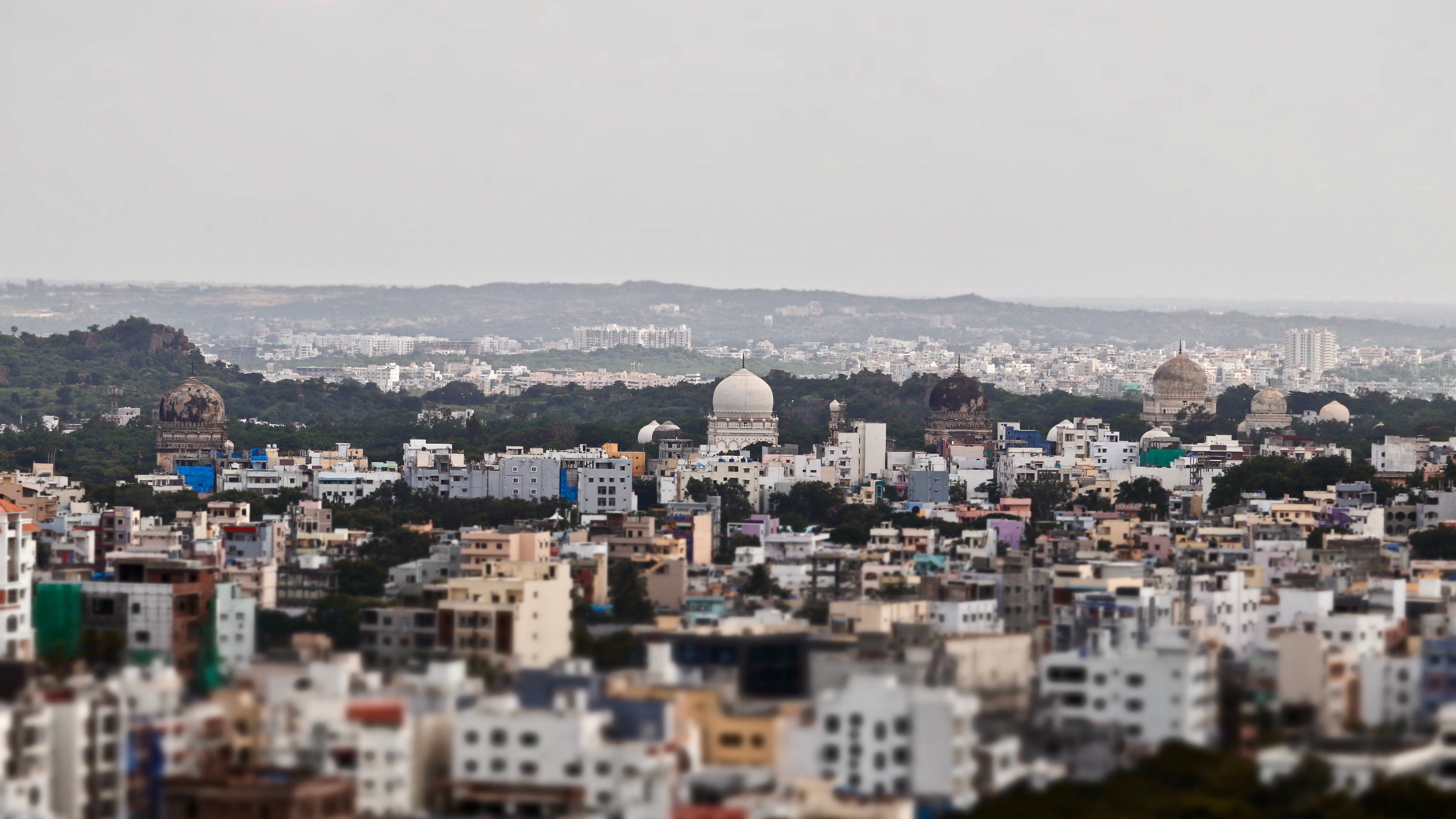
Las cúpulas de las distintas tumbas desde la colina Film Nagar

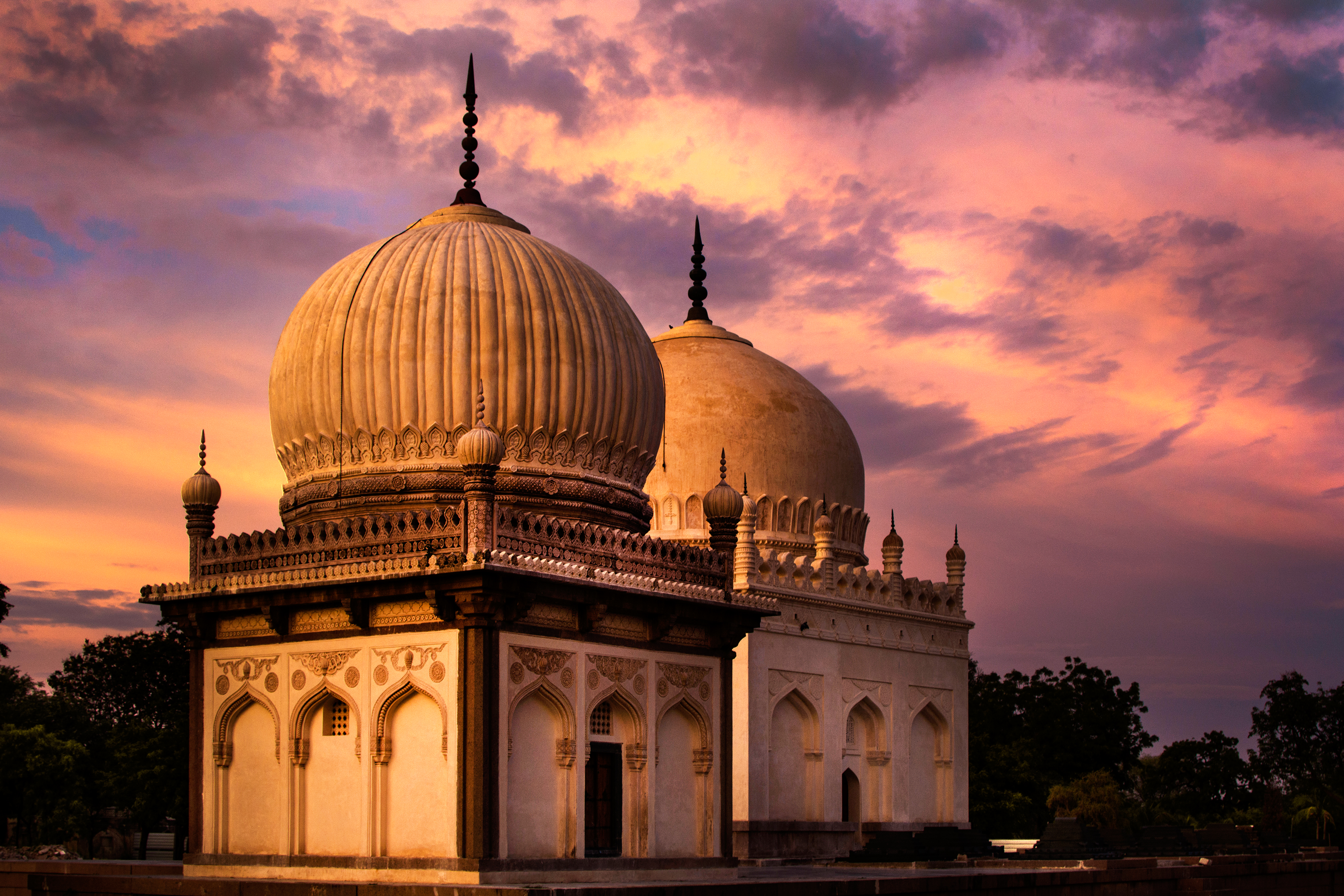
Tumba de Hayath Bakshi Begum

Las tumbas de Qutb Shahi son una necrópolis ubicada en la ciudad hindú de Hyderabad, cerca del Fuerte Golconda. Contienen las tumbas y mezquitas construidas por los distintos reyes de la dinastía Qutb Shahi en los siglos XVI y XVII. Las galerías de las tumbas más pequeñas son de un solo piso, mientras que las más grandes son de dos pisos. En el centro de cada tumba hay un sarcófago que se superpone a la bóveda funeraria real en una cripta debajo. Originalmente, las cúpulas se superpusieron con tejas azules y verdes, de las cuales solo quedan unas pocas piezas.
Las tumbas forman un gran grupo y se colocan sobre una plataforma elevada. Las tumbas son estructuras abovedadas construidas sobre una base cuadrada rodeada de arcos apuntados, un estilo distintivo que combina formas persas e hindúes. Las tumbas son estructuras con mampostería intrincadamente tallada y están rodeadas de jardines paisajísticos.
Las tumbas fueron una vez decoradas con alfombras, candelabros y marquesinas de terciopelo sobre postes de plata. Se guardaban copias del Corán en pedestales y los lectores recitaban versículos del libro sagrado a intervalos regulares. Se colocaron agujas de oro sobre las tumbas de los sultanes para distinguir sus tumbas de las de otros miembros de la familia real.